# Val Resia
La Val Resia (Rosajanska Dolina in dialetto resiano; Rezijanska Dolina in sloveno; Val Resie in friulano) è una valle alpina del Friuli (Friuli nord-orientale - provincia di Udine) percorsa dall'omonimo torrente, che separa le Alpi Giulie a nord dalle Prealpi Giulie occidentali a sud fino al confine con la Slovenia a est (Goriziano).

## Storia e cultura
In questa valle, tra il VI e il VII secolo, si stanziarono delle popolazioni di ceppo slavo che rimasero isolate, conservando le varie tradizioni fino ai tempi più recenti. Nella valle si parla il resiano, una lingua paleoslava riconosciuta dall'UNESCO come lingua in via di estinzione. La comunità resiana si distingue anche per la particolare musica che viene suonata in occasione di feste popolari, matrimoni, sagre e soprattutto del Carnevale: la "resiana" è suonata su tempi dispari, con strumenti ad arco appositamente modificati (zitira e bunkula) che accompagnano danze strettamente codificate, in cui i movimenti dei danzatori seguono i cambiamenti di tonalità, ritmo e altezza della musica. Oltre alle musiche da danza, esiste un consistente patrimonio di canzoni popolari.

## Geografia
Lunga circa 18 km con direzione est-ovest, è dominata a est dal gruppo del Monte Canin (2.587 m), a nord-est dal monte Sart (2324 m), a sud-ovest dalle cime della catena dei Monti Musi (1.878 m) e del Monte Plauris (1.959 m) a sud, con le sue propaggini meridionali e occidentali. Da quest'ultimo ha origine il torrente Resia, che attraversa la valle e dopo un percorso di circa 20 km si getta nel Fella nel Canal del Ferro, di cui costituisce il maggior affluente. Nel suo complesso la valle è ampia e ridente, col fondo cosparso di abbondanti morene terrazzate sulle quali sorgono i vari centri abitati, che insieme formano il comune sparso di Resia. A sud della valle è posta la Sella Carnizza che la pone in contatto con il confine italo-sloveno, posto poco più a est e il versante meridionale dei Monti Musi/Gran Monte con il passo di Tanamea. Parte del territorio rientra nel Parco naturale delle Prealpi Giulie.

## Ambiente

### Flora e fauna

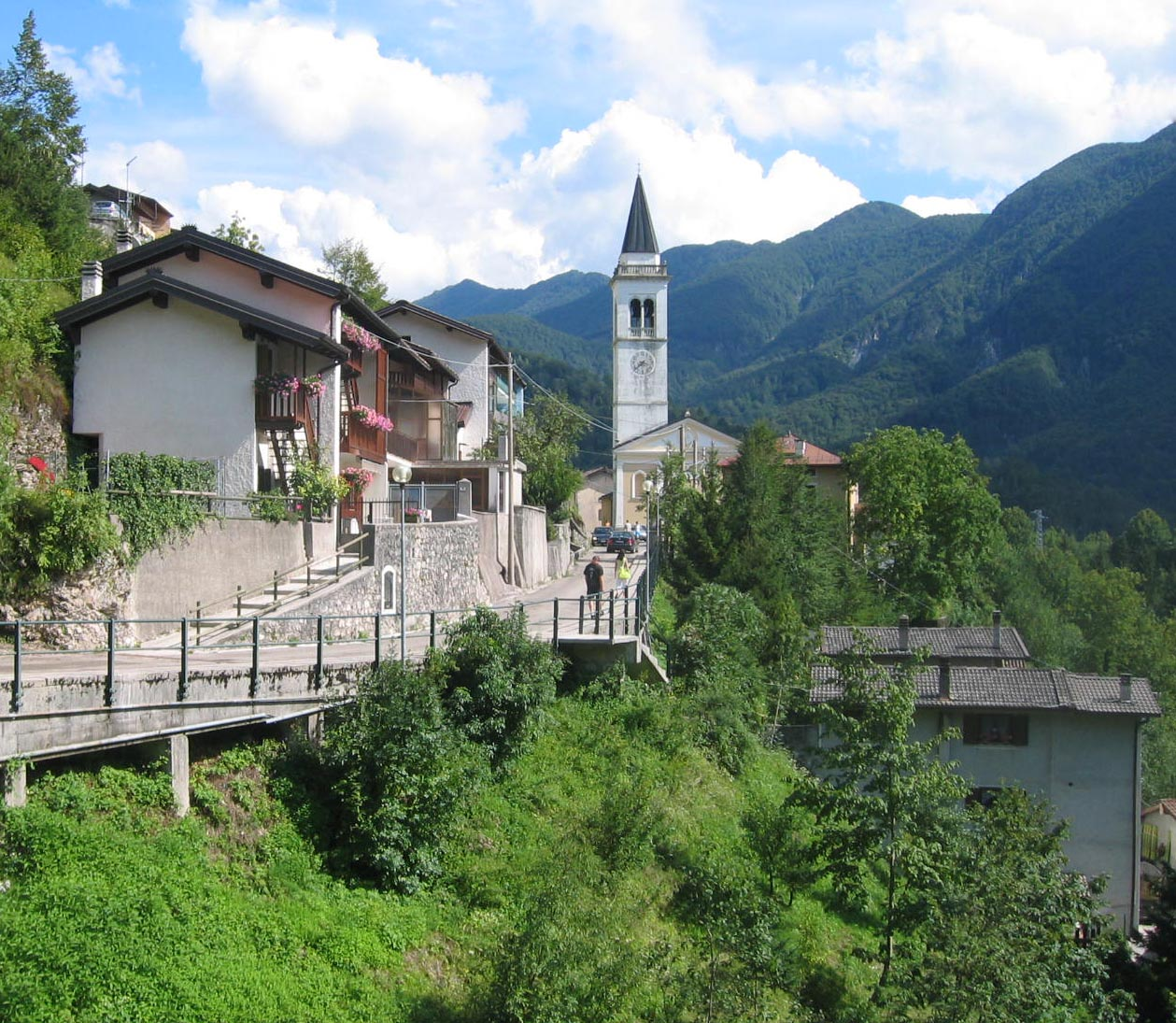
La frazione di Stolvizza

Una parte della vallata rientra all'interno del territorio del Parco naturale delle Prealpi Giulie, ente istituito nel 1996 grazie ad una legge regionale. 
La Val Resia, grazie ad una concatenazione di fattori, garantisce la proliferazione di più di 1200 specie e sottospecie, tra cui oltre 60 endemismi. 
Nella valle sono presenti tutti gli ungulati alpini; inoltre negli ultimi anni numerose sono state le segnalazioni di tracce dell'orso bruno e della lince, anche a fondovalle. Per quanto concerne l'avifauna, sono state censite 100 specie, di cui 89 risultano nidificanti; fra queste ci sono diversi rapaci e tutti i tetraonidi alpini. Numerosi sono anche gli anfibi, i rettili e gli insetti che, grazie alla variabilità del paesaggio, trovano condizioni di vita ideali.